# Gerah

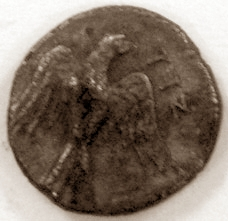
ma'ah de Judea de 0,58 gr de peso, con un halcón o un águila e inscripción en arameo "יהד" "Yehud" (Judea)

Gerah (del hebreo  grano "גרה") es una antigua unidad de peso de la que se servían los hebreos para la fabricación de moneda. Correspondía a 16 gramos de cebada, la vigésima parte de un siclo, equivalente a 0, 679872 gr. 
Esta moneda era denominada en arameo ma'ah "מעה" (pl. ma'ot "מעות", que significa "dinero").  Originalmente era una quinta parte de un denario o siclo, tal como puede observarse en el Éxodo “20 gerah son un shekel”, posteriormente se convirtió en la sexta parte de una dinar.